# Dixon (Nebraska)
Dixon falu az Amerikai Egyesült Államok Nebraska államában, Dixon megyében. Lakosainak száma 77 fő (2020. április 1.).

## Népesség
A település népességének változása:

| 2010 | 87 |
| 2020 | 77 |